# Список народных депутатов СССР
Персональный состав Съезда народных депутатов СССР в алфавитном порядке
| # А Б В Г Д Е Ё Ж З И К Л М Н О П Р С Т У Ф Х Ц Ч Ш Щ Э Ю Я |

## А
| ФИО                              | Год рождения | Номер округа | Округ (организация)                                                 | Регион                                  | Должность на момент избрания |
| -------------------------------- | ------------ | ------------ | ------------------------------------------------------------------- | --------------------------------------- | --- |
| Ааре, Юхан Йоханнесович          | 1948         | 472          | Пярнуский городской национально-территориальный избирательный округ | Эстонская ССР                           | комментатор Главной редакции пропаганды Эстонского телевидения                                                                                             |
| Аасмяэ, Хардо Юлович             | 1951         | 470          | Пайдеский национально-территориальный избирательный округ           | Эстонская ССР                           | мэр Таллина |
| Абакиров, Эмильбек               | 1929         |              | Профессиональные союзы СССР                                         |                                         | Председатель Киргизского республиканского совета профсоюзов                                                                                                |
| Абалкин, Леонид Иванович         | 1930         |              |                                                                     |                                         | директор Института экономики АН СССР/РАН |
| Абасов, Курбан Абас Кули оглы    | 1926         | 619          | Ильичевский национально-территориальный избирательный округ         | Нахичеванская АССР                      | генеральный директор производственного объединения «Каспморнефтегаз», г. Баку                                                                              |
| Абасов, Митат Теймур оглы        | 1926         | 222          | Шамхорский национально-территориальный избирательный округ          | Азербайджанская ССР                     | директор Института проблем глубинных нефтегазовых месторождений Академии наук Азербайджанской ССР, вице-президент Академии наук Азербайджанской ССР        |
| Аббасов, Ялаш Исаг оглы          | 1955         |              | Профессиональные союзы СССР                                         |                                         | сталевар Азербайджанского трубопрокатного завода имени В. И. Ленина, г. Сумгаит                                                                            |
| Аббасова, Хураман Зейнал кызы    | 1927         | 202          | Агдамский национально-территориальный избирательный округ           | Азербайджанская ССР                     | председатель исполкома Агдамского районного Совета народных депутатов                                                                                      |
| Абдалова, Муяссар Ваисовна       | 1963         | 610          | Хивинский территориальный избирательный округ № 610                 | Хорезмская область, Узбекская ССР       | колхозница колхоза имени М. И. Калинина Кошкупырского района                                                                                               |
| Абдимуратова, Шукир              | 1957         | 567          | Ленинабадский национально-территориальный избирательный округ       | Каракалпакская АССР, Узбекская ССР      | звеньевая совхоза «Правда» Шуманайского района |
| Абдулгусеев, Мукаил              | 1937         | 363          | Дербентский территориальный избирательный округ                     | Дагестанская АССР, РСФСР                | бригадир совхоза «Табасаранский» Табасаранского района |
| Абдуллаев, Илхам Азиз оглы       | 1962         | 618          | Енгиджинский национально-территориальный избирательный округ        | Нахичеванская АССР, Азербайджанская ССР | бригадир колхоза «Араз» Ильичёвского района |
| Абдулмажидова, Патимат Разаковна | 1960         | 527          | Ботлихский национально-территориальный избирательный округ          | Дагестанская АССР, РСФСР                | звеньевая колхоза имени Я. М. Свердлова Ботлихского района                                                                                                 |
| Абдурахимов, Абдурахман          | 1937         | 104          | Наманганский национально-территориальный избирательный округ        | Наманганская область, Узбекская ССР     | председатель колхоза имени Я. М. Свердлова Наманганского района                                                                                            |
| Абдыкаримов, Садулла             | 1951         | 565          | Турткульский национально-территориальный избирательный округ        | Каракалпакская АССР, Узбекская ССР      | начальник отдела Госплана Грузинской ССР |
| Абзианидзе, Гиви Сергеевич       | 1939         | 178          | Кутаисский национально-территориальный избирательный округ          | Грузинская ССР                          | токарь Турткульского хлопкоочистительного завода |
| Абиатари, Талико Ивановна        | 1948         | 188          | Тетрицкаройский национально-территориальный избирательный округ     | Грузинская ССР                          | доярка Манглиского животноводческого совхоза Тетрицкаройского района                                                                                       |
| Абламейко, Игорь Васильевич      | 1959         |              | Всесоюзный ленинский коммунистический союз молодёжи                 |                                         | электросварщик Минского механического завода имени С. И. Вавилова                                                                                          |
| Абламейко, Игорь Васильевич      | 1959         | 629          | Алагирский национально-территориальный избирательный округ          | Северо-Осетинская АССР                  | заведующий отделением Алагирской центральной районной больницы                                                                                             |
| Абрамович, Мария Тихоновна       | 1944         | 568          | Борисовский территориальный избирательный округ                     | Минская область                         | механизатор совхоза «Метча» Борисовского района |
| Абрамян, Дереник Ншанович        | 1946         |              | Общество друзей кино СССР                                           |                                         | заведующий лабораторией Армянского государственного педагогического института имени X. Абовяна                                                             |
| Абрамян, Хорен Бабкенович        | 1930         |              | Союз театральных деятелей СССР                                      |                                         | художественный руководитель Академического драматического театра имени Г. Сундукяна, председатель правления Союза театральных деятелей Армении, г. Ереван. |

- Абрашкина, Лидия Михайловна
- Абуладзе, Тенгиз Евгеньевич
- Абуталипов, Шамиль Абдулжанович
- Авалиани, Теймураз Георгиевич
- Аверинцев, Сергей Сергеевич
- Аверкин, Владимир Николаевич
- Авотинь, Виктор Матисович
- Авторханов, Супьян Эвтербиевич
- Агапова, Нина Ивановна
- Агрба, Виолетта Зосимовна
- Агузарова, Стелла Борисовна
- Адамович, Александр Михайлович
- Адвадзе, Валериан Сергеевич
- Адлейба, Борис Викторович
- Адомайтис, Регимантас Вайтекович
- Адылов, Владимир Туйчиевич
- Азаров, Виктор Яковлевич
- Азаров, Сергей Игнатьевич
- Азизбекова, Пюста Азизага кызы
- Азизова Зенфила, Азиз кызы
- Айдак, Аркадий Павлович
- Айдамиров, Абузар Абдулхакимович
- Айпин, Еремей Данилович
- Айтматов, Чингиз Торекулович
- Айтхожина, Нагима Абеновна
- Акаев, Аскар Акаевич
- Акбаров, Юлдаш Таджиевич
- Акебаев, Жангельды
- Акентьев, Анатолий Васильевич
- Акименко, Василий Савельевич
- Акмамедов, Гельды Мамедмурадович
- Акмамедова, Сапарсолтан Мухамедовна
- Акматалиева, Урукан Калиловна
- Акматов, Таштанбек
- Акрамов, Эрнст Хашимович
- Акрамова, Тамара Мусоевна
- Аксёнов, Вячеслав Иванович
- Аксёнов, Иван Михайлович
- Александрин, Валерий Григорьевич
- Алексанкин, Александр Васильевич
- Алексеев, Анатолий Александрович (депутат)
- Алексеев, Борис Григорьевич
- Алексеев, Олег Николаевич
- Алексеев, Сергей Сергеевич
- Алексеева, Лидия Михайловна
- Алексеенко, Михаил Григорьевич
- Алескерова, Рухи Мурсал кызы
- Алёшин, Евгений Павлович
- Алиева, Гюллю Байрам кызы
- Алилуев, Николай Иванович
- Алимбетов, Искендир Абдреймович
- Алимов, Сайдулло
- Алимова, Халимахан
- Алкснис, Виктор Имантович
- Алламурадов, Бури Алламурадович
- Аллахвердиева, Миная Курбан кызы
- Аллаяров, Реджапбай Аллаярович
- Алмазов, Владимир Андреевич
- Алфёров, Жорес Иванович
- Алыбеков, Асанбек
- Амаглобели, Нодар Сардионович
- Аманбаев, Джумгалбек Бексултанович
- Амангельдинова, Галина Александровна
- Аманов, Акиф Мами оглы
- Аманов, Бобомурод Аманович
- Аманов, Тулкин
- Аманова, Марал Базаровна
- Амбарцумян, Виктор Амазаспович
- Амбарцумян, Сергей Александрович
- Арзараков, Владимир Григорьевич
- Амонашвили, Шалва Александрович
- Амосов, Николай Михайлович
- Ананьев, Анатолий Андреевич
- Ангапов, Семён Васильевич
- Ангархаев, Ардан Лопсонович
- Андреев, Анатолий Евгеньевич
- Андреев, Христофор Григорьевич
- Андреев, Юрий Эммануилович
- Андреева, Ирэн Александровна
- Андронати, Сергей Андреевич
- Анисимов, Александр Иванович (депутат)
- Анисимова, Галина Анатольевна
- Анищев, Владимир Петрович
- Аннамухамедов, Атаходжаменгли
- Аннамухамедов, Овезмухамед
- Антанавичюс, Казимерас Антано
- Антанайтис, Вайдотас Вито
- Антифеев, Анатолий Евгеньевич
- Ануфриев, Владислав Григорьевич
- Ануфриев, Геннадий Пантелеевич
- Ануфриева, Лидия Алексеевна
- Апарин, Иван Васильевич
- Апостол, Вениамин Гаврилович
- Арбатов, Георгий Аркадьевич
- Ардзинба, Владислав Григорьевич
- Арипджанов, Махмут Марипович
- Арслонов, Алиер Кумриевич
- Артеменко, Геннадий Иванович
- Арувалд, Андрес Эдвальд-Эдуардович
- Арутюнян, Аветик Бениаминович
- Арутюнян, Людмила Акоповна
- Арутюнян, Мартин Карапетович
- Арутюнян, Сурен Гургенович
- Арутюнян, Элмир Татулович
- Архипов, Пётр Михайлович
- Архипова, Ирина Константиновна
- Аршба, Руслан Ардеванович
- Арыстанбаев, Сагин Тилешович
- Асанбаев, Ерик Магзумович
- Асанкулов, Джумабек Асанкулович
- Аскаров, Атакул
- Аскаров, Юлдашбой Акбарович
- Астафьев, Василий Михайлович
- Астафьев, Виктор Петрович
- Астахова, Марьяна Марьяновна
- Атаджанов, Алихан Рахматович
- Атаев, Сейитнияз
- Атдаев, Ходжамухамед
- Ауельбеков, Еркин Нуржанович
- Аушев, Руслан Султанович
- Афанасьев, Виктор Григорьевич
- Афанасьев, Георгий Николаевич
- Афанасьев, Юрий Николаевич
- Афанасьева, Людмила Владимировна
- Афонин, Вениамин Георгиевич
- Ахмедов, Октай Али оглы
- Ахмедов, Рахматулло
- Ахметова, Рушангуль Сунуровна
- Ахромеев, Сергей Фёдорович
- Ахунов, Пулатжан Алимович
- Ачилов, Алибой
- Аюбов, Нажмиддин
- Аяпбергенов, Сагитжан

## Б
- Бабаев, Исмаил Адиль оглы
- Бабанов, Токтогул Бабанович
- Бабешко, Владимир Андреевич
- Бабич, Валентина Митрофановна
- Бабченко, Николай Иванович
- Бабынин, Генрих Владимирович
- Бавула, Валентина Степановна
- Багиров, Тофик Гусейн оглы
- Багирова, Сейран Кямиль кызы
- Бадалбаева, Патима
- Бадамянц, Валерий Георгиевич
- Баджелидзе, Нино Усуповна
- Бажанов, Николай Николаевич
- Базарова, Роза Атамурадовна
- Байжанов, Сабит Муканович
- Байрамова, Надежда Никифоровна
- Байрамова, Нармина Алиман кызы
- Бакланов, Виктор Васильевич
- Бакланов, Олег Дмитриевич
- Бакрадзе, Акакий Викторович
- Бакулин, Валентин Иванович
- Балаян, Зорий Гайкович
- Баленко, Александра Георгиевна
- Балешев, Николай Фёдорович
- Балтаева, Роза
- Балуев, Вениамин Георгиевич
- Барабанов, Вячеслав Иванович
- Баравикас, Гедеминас Вацлавович
- Баранникова (Осокина) Ольга Вячеславовна
- Баранов, Александр Ефимович
- Баранов Александр Иванович
- Баранова, Галина Тимофеевна
- Барановский, Василий Васильевич
- Барашков, Юрий Анатольевич
- Барболова, Каламкас Жакудаевна
- Барсов, Алексей Иванович
- Барушева, Любовь Васильевна
- Барышников, Иван Антонович
- Баскова, Валентина Александровна
- Батиашвили, Станислав Андреевич
- Баторов, Олег Борисович
- Батраченко, Светлана Васильевна
- Батынская, Людмила Ивановна
- Батышев, Сергей Яковлевич
- Бачинский, Дмитрий Григорьевич
- Башев, Николай Алексеевич
- Баширова, Лала Мир Гасан кызы
- Башмаков, Евгений Фёдорович
- Бегельдинов, Талгат Якубекович
- Бедуля, Владимир Леонтьевич
- Безбах, Яков Яковлевич
- Бейшекеева, Зайна
- Бекбосынов, Нурлыхан Утеуович
- Бекбулатова, Гульчехра Иноятовна
- Бекишиев, Ахмад Джумангазиевич
- Бекназаров, Соибназар
- Беленков, Юрий Никитич
- Беликов, Михаил Александрович
- Белина, Анна Васильевна
- Белов, Василий Иванович
- Белоголов, Александр Константинович
- Белозерцев, Сергей Владимирович
- Белоус, Николай Петрович
- Беляев, Виталий Сергеевич
- Беляев, Владимир Никитич
- Беляев, Сергей Владимирович
- Беляков, Анатолий Михайлович
- Беляков, Олег Сергеевич
- Белякова, Галина Фёдоровна
- Бергер, Арнольд Владимирович
- Бердзенишвили, Мераб Исидорович
- Березин, Анатолий Иванович
- Берёзов, Владимир Антонович
- Берикашвили, Виссарион Георгиевич
- Берко, Михаил Дмитриевич
- Бех, Николай Иванович
- Бехтерева, Наталья Петровна
- Бигунец, Николай Васильевич
- Биккенин, Наиль Бариевич
- Билюкович, Евгения Георгиевна
- Бимбаев, Вячеслав Мацакович
- Бирюков, Виталий Александрович
- Биченов, Роланд Романович
- Бичкаускас, Эгидиюс Витаутович
- Бишер, Илмар Ольгертович
- Биюшкин, Сергей Николаевич
- Блаев, Борис Хагуцирович
- Блажиевский, Виктор Борисович
- Близнов, Леонид Евгеньевич
- Блинова, Алевтина Александровна
- Блохин, Юрий Витальевич
- Блумс, Гунтис Валдович
- Бобаджанов, Мирзо
- Бобрик, Борис Фёдорович
- Бобрицкий, Николай Григорьевич
- Бобылёва, Евдокия Фёдоровна
- Богданов, Игорь Михайлович
- Богданов, Радик Гарифуллович
- Богомолов, Олег Тимофеевич
- Богомолов, Юрий Александрович
- Бозтаев, Кешрим Бозтаевич
- Бойко, Алексей Николаевич
- Бойков, Сергей Владимирович
- Бокучава, Нателла Терентьевна
- Болдин, Валерий Иванович
- Болдырев, Иван Сергеевич
- Болдырев, Юрий Юрьевич
- Больбасов, Владимир Сергеевич
- Бондаренко, Борис Викторович
- Борисов, Андрей Саввич
- Борисовский, Владимир Захарович
- Борисюк, Надежда Петровна
- Борковец, Владимир Иванович
- Боровик, Генрих Авиэзерович
- Боровиков, Георгий Георгиевич
- Боровков, Вячеслав Александрович
- Бородин, Николай Васильевич
- Бородин, Олег Петрович
- Бородин, Юрий Иванович
- Бородулин, Анатолий Владимирович
- Босенко, Николай Васильевич
- Ботандаев, Иосиф Никифорович
- Бочаров, Михаил Александрович
- Бочков, Олег Александрович
- Боярс, Юрий Рудольфович
- Брагин, Анатолий Степанович
- Брагиш, Дмитрий Петрович
- Бразаускас, Альгирдас-Миколас Казё
- Братунь, Ростислав Андреевич
- Браун, Андрей Георгиевич
- Бредикис, Юргис Юозович
- Бресис, Вилнис-Эдвинс Гедертович
- Бреурош, Борис Сергеевич
- Бритвин, Николай Васильевич
- Бровкин, Валентин Михайлович
- Бродавский, Аницет Петрович
- Бронштейн, Михаил Лазаревич
- Брусс, Айвар Павлович
- Брюханова, Наталья Викторовна
- Буачидзе, Тенгиз Павлович
- Бубуруз, Пётр Дмитриевич
- Булатов, Владимир Кондратьевич
- Бунич, Павел Григорьевич
- Буравов, Геннадий Владимирович
- Бураев, Иван Замбаевич
- Бурачас, Антанас Ионович
- Бурбулис, Геннадий Эдуардович
- Бурдужан, Валериян Васильевич
- Бурлацкий, Фёдор Михайлович
- Бурский, Виктор Иванович
- Бурцев, Михаил Петрович
- Бурых, Юрий Евгеньевич
- Бушуев, Виталий Васильевич
- Быканов, Прокопий Иннокентьевич
- Быков, Василий Владимирович
- Быков, Геннадий Васильевич
- Быков, Ролан Анатольевич
- Быковских, Нина Григорьевна
- Бязырова, Валентина Тимофеевна
- Бякова, Людмила Степановна
- Баудинова, Любовь Абдухомедовна

## В
- Вавакин, Леонид Васильевич
- Вагин, Михаил Григорьевич
- Вагрис, Янис Янович
- Вайшвила, Зигмас Зигмович
- Вакарчук, Иван Александрович
- Валеева, Зухра Сибгатовна
- Валентинов, Леонид Фёдорович
- Валов, Владимир Аркадьевич
- Ванаг, Янис Янович
- Варданян, Рафик Петросович
- Варе, Велло Иосифович
- Варек, Тоомас Карлович
- Варенников, Валентин Иванович
- Варжин, Евгений Дмитриевич
- Василенко, Михаил Фёдорович
- Василец, Александр Николаевич
- Васильев, Борис Геннадьевич
- Васильев, Борис Львович
- Васильев, Иван Афанасьевич
- Васильев, Иван Васильевич
- Васильев, Константин Сергеевич
- Васильев, Сергей Викторович
- Васильева, Стелла Георгиевна
- Васильчук, Николай Парфенович
- Васнецов, Андрей Владимирович
- Васько, Николай Петрович
- Вахидов, Вахоб
- Вахитов Фарит Мансафович
- Вахромеев, Кирилл Варфоломеевич
- Вдовкин, Николай Иванович
- Веденькина, Зинаида Алексеевна
- Ведмидь, Алина Петровна
- Везиров, Абдул-Рахман Халил оглы
- Везирова, Сара Мустафа кызы
- Вейсер, Леджер Марович
- Великонис, Вирмантас Пятрович
- Велихов, Евгений Павлович
- Венгловская, Ванда Сергеевна
- Венедиктов, Дмитрий Дмитриевич
- Вепрев, Аркадий Филимонович
- Вертебный, Иван Андреевич
- Вершеденко, Анна Михайловна
- Видикер, Владимир Иванович
- Виеру, Григорий Павлович
- Визнюк, Василий Петрович
- Викторович, Антон Алексеевич
- Вилкас, Эдуардас Йоно
- Вилкова, Мария Сергеевна
- Вилцанс, Андрис Петрович
- Виндижев, Арсен Хасанбиевич
- Винник, Анатолий Яковлевич
- Висакавичюс, Марийонас Юозович
- Владиславлев, Александр Павлович
- Влазнева, Мария Ивановна
- Власенко, Анатолий Александрович
- Власов, Александр Владимирович
- Власов, Юрий Петрович
- Внебрачный, Иван Семёнович
- Вобликов, Владимир Александрович
- Войстроченко, Анатолий Фомич
- Волков, Владимир Анатольевич
- Вологжин, Валентин Михайлович
- Володин, Борис Михайлович
- Володичев, Виктор Васильевич
- Володько, Адольф Адольфович
- Волоха, Пётр Федосеевич
- Волошин, Анатолий Владимирович
- Волошкина, Людмила Федотовна
- Вольский, Аркадий Иванович
- Вооглайд, Юло Вахурович
- Воробьёв, Андрей Иванович
- Воробьёв, Николай Николаевич
- Воробьёв, Эдуард Аркадьевич
- Воробьёва, Анастасия Николаевна
- Воронежцев, Юрий Иванович
- Воронина, Любовь Михайловна
- Воронина, Раиса Григорьевна
- Воронов, Сергей Иванович
- Воронов, Юрий Петрович
- Воронцов, Николай Николаевич
- Воронцов, Анатолий Евгеньевич
- Воронцов, Сергей Александрович
- Воротников, Виталий Иванович
- Восканян, Грант Мушегович
- Воскобойников, Валерий Иванович
- Вострухов, Олег Васильевич
- Вуйчицкий, Анатолий Станиславович
- Вульфсон, Маврик Германович
- Выучейский, Александр Иванович
- Вяли, Ардер Иванович
- Вяльяс, Вайно Иосипович
- Вяткина, Галина Ивановна

## Г
- Габитова, Мавзига Гаффановна
- Габриелян, Ваган Михайлович
- Габрусев, Сергей Артемович
- Гаврилов, Андрей Петрович
- Гаглоев, Алан Сардионович
- Гаджиев, Мазахир Нушираван оглы
- Гаер, Евдокия Александровна
- Газенко, Олег Георгиевич
- Гайда, Михаил Михайлович
- Гайдученя, Сергей Николаевич
- Галоян, Галуст Анушаванович
- Галстян, Самвел Суренович
- Гамзатов, Расул Гамзатович
- Гамкрелидзе, Тамаз Валерианович
- Гамс, Эдуард Сергеевич
- Гапонов-Грехов, Андрей Викторович
- Гасанова, Шамама Махмудали кызы
- Гаускнехт, Юрий Геннадьевич
- Гашпер, Михаил Алексеевич
- Гвенетадзе, Автандил Давидович
- Гвоздев, Владимир Матвеевич
- Гдлян, Тельман Хоренович
- Геда, Сигитас-Зигмас Зигмович
- Гежин, Константин Георгиевич
- Гейба, Янис Алоизович
- Гельман, Александр Исаакович
- Гензялис, Брониславас Константинович
- Генчев, Анатолий Александрович
- Герзанич, Мария Васильевна
- Герман (Гранин), Даниил Александрович
- Герман, Наталья Фёдоровна
- Гермель, Станислав Владимирович
- Гибадуллин, Марат Рашатович
- Гидаспов, Борис Вениаминович
- Гидирим, Георгий Петрович
- Гилалзаде, Джангир Гади оглы
- Гиль, Ярослав Яковлевич
- Гинзбург, Виталий Лазаревич
- Гиренко, Андрей Николаевич
- Гиро, Владимир Анатольевич
- Гиясова, Перзад Гамид кызы
- Главатских, Михаил Владимирович
- Глазков, Николай Семёнович
- Глазунов, Александр Николаевич
- Глазунов, Владимир Иванович
- Глазунов, Иван Фёдорович
- Гнатюк, Виктория Вячеславовна
- Гниненко, Юрий Иванович
- Говоров, Владимир Леонидович
- Гогешвили, Алеко Рафаелович
- Гогуа, Алексей Ночевич
- Годжаева, Сафия Абдурахман кызы
- Голев, Анатолий Васильевич
- Голик, Юрий Владимирович
- Голов, Иван Алексеевич
- Головин, Станислав Павлович
- Головлёв, Евгений Леонидович
- Головнёв, Василий Ефимович
- Головницкий, Лев Николаевич
- Голубева, Валентина Николаевна
- Голубков, Геннадий Николаевич
- Голушко, Николай Михайлович
- Гольданский, Виталий Иосифович
- Голяков, Александр Иванович
- Гонтар, Валентина Алексеевна
- Гончар, Александр Николаевич
- Гончар, Александр Терентьевич
- Гончарик, Владимир Иванович
- Гончаров, Виктор Васильевич
- Горбатко, Виктор Васильевич
- Горбачёв, Александр Григорьевич
- Горбачёв, Михаил Сергеевич
- Горбенко, Анатолий Павлович
- Горбунов, Анатолий Валерьянович
- Горбунов, Геннадий Николаевич
- Горбунов, Юрий Герасимович
- Гордеев, Владимир Сергеевич
- Гордеев, Иван Дементьевич
- Гордеева, Валентина Ивановна
- Горелкина, Валентина Александровна
- Гореловский, Иван Иванович
- Горинов, Трофим Иосифович
- Горинчей, Виталий Васильевич
- Горлов, Григорий Кириллович
- Горовой, Николай Иванович
- Горожанинов, Юрий Иванович
- Горохов, Владислав Андреевич
- Горшков, Леонид Александрович
- Горынин, Игорь Васильевич
- Граховский, Александр Адамович
- Грачёв, Николай Петрович
- Грачёва, Галина Петровна
- Гребнева, Татьяна Фёдоровна
- Грецов, Сергей Николаевич
- Гриб, Александр Васильевич
- Григорьев, Владимир Викторович
- Григорьев, Фирс Григорьевич
- Григорян, Арцвин Гайкович
- Григорян, Вачаган Сантурович
- Григорян, Ньютон Арушанович
- Гриновскис, Эрвид Янович
- Гринцов, Иван Григорьевич
- Гриценко, Николай Николаевич (депутат)
- Грищенко, Пётр Семёнович
- Грищенков, Григорий Захарович
- Грищук, Валерий Павлович
- Гроздев, Степан Васильевич
- Громов, Борис Всеволодович
- Громов, Борис Фёдорович
- Громов, Виктор Иванович
- Громяк, Роман Теодорович
- Гросс, Виктор Иванович
- Гроссу, Семён Кузьмич
- Грудинина, Анна Корниловна
- Грудинина, Светлана Владимировна
- Груздов, Иван Павлович
- Грэждиеру, Антон Гаврилович
- Грязин, Игорь Николаевич
- Губарев, Виктор Андреевич
- Губин, Виктор Александрович
- Гугучия, Джото Иосифович
- Гудайтис, Ромас Витаутович
- Гуджабидзе, Автандил Валерьянович
- Гудилина, Валентина Григорьевна
- Гудушаури, Отари Наскидович
- Гукасов, Эрик Христофорович
- Гуламов, Расул
- Гулий, Виталий Валентинович
- Гулова, Зулайхо Сохибназаровна
- Гульченко, Иван Михайлович
- Гуляев, Юрий Васильевич
- Гумбаридзе, Гиви Григорьевич
- Гуменная, Зинаида Леонидовна
- Гуммыев, Отуз
- Гундогдыев, Язгельды Потаевич
- Гуренко, Станислав Иванович
- Гурулева, Нина Григорьевна
- Гусев, Владимир Васильевич
- Густов, Виталий Владимирович
- Гуськова, Лидия Михайловна
- Гуцкалов, Николай Иванович

## Д
- Дабижа (Чобану), Николай Трофимович
- Давитулиани, Валентин Владимирович
- Давлятов, Сергей Икромович
- Давранов, Нарзи
- Давронов, Ахтам
- Дадамян, Борис Вартанович
- Дадов, Хамита Аубекирович
- Дамбаев, Дамби Базарович
- Дамбис, Айвар Альбертович
- Дандзберг, Андрей Карлович
- Даниленко, Анатолий Степанович
- Данилов, Валерий Николаевич
- Данилов, Венер Михайлович
- Данилов, Леонид Иванович
- Данилов, Сергей Николаевич
- Данилова, Любовь Андреевна
- Данилюк, Игорь Васильевич
- Данилюк, Николай Николаевич
- Дарсигов, Муса Юсупович
- Дегаева, Аминат Магомедовна
- Дегтярёв, Михаил Павлович
- Деденёва, Нина Николаевна
- Дедюхин, Леонид Степанович
- Демаков, Николай Андреевич
- Дементей, Николай Иванович
- Демидов, Александр Илларионович
- Демидов, Геннадий Ильич
- Демидов, Михаил Васильевич
- Демин, Александр Борисович
- Демурчиева, Флора Муса кызы
- Демченко, Фёдор Михайлович
- Демчук, Анна Демьяновна
- Демчук, Михаил Иванович
- Денисенко, Анатолий Григорьевич
- Денисов, Анатолий Алексеевич
- Денисов, Владимир Ильич
- Денисов, Николай Петрович
- Деревянко, Борис Фёдорович
- Десятов, Владимир Михайлович
- Джанасбаев, Ажибжан Токенович
- Джаримов, Аслан Алиевич
- Джафаров, Вагиф Джафар оглы
- Джимов, Магамет Шумафович
- Джораев, Курбанбай
- Джумагулов, Апас
- Джуматова, Менслу Дуйсенбаевна
- Джугашвили, Евгений Ваганович
- Джунайдов, Исмат
- Джусойты, Нафи Григорьевич
- Дзасохов, Александр Сергеевич
- Дзидзария, Вахтанг Валикоевич
- Дикуль, Валентин Иванович
- Дикусаров, Владимир Григорьевич
- Дилёков, Худайберды
- Дихтярь, Анатолий Дмитриевич
- Дмитриев, Алексей Александрович
- Дмитриев, Владимир Васильевич
- Дмитриев, Николай Григорьевич
- Дмитриева, Валентина Дмитриевна
- Добровольская, Таисия Николаевна
- Добровольский, Александр Ольгертович
- Добротолюбов, Вениамин Михайлович
- Довлатян, Фрунзе Вагинакович
- Дога, Евгений Дмитриевич
- Долганов, Александр Васильевич
- Дондуп, Марий-оол Васильевич
- Дончак, Ярослав Антонович
- Донченко, Юрий Анатольевич
- Доронина, Зинаида Николаевна
- Дорохов, Иван Васильевич
- Дружинина, Любовь Николаевна
- Друзь, Пётр Антонович
- Друнина, Юлия Владимировна
- Друцэ, Ион Пантелеевич
- Дубко, Александр Иосифович
- Дубников, Валерий Данилович
- Дубовицкий, Геннадий Анисимович
- Дудко, Тамара Николаевна
- Думбраван, Михаил Георгиевич
- Думитраш, Иван Павлович
- Дусматов, Абдубако
- Дыгай, Глеб Григорьевич
- Дылевич, Галина Петровна
- Дьяков, Иван Николаевич
- Дьяченко, Александр Николаевич
- Дюсембаев, Вахит
- Дюсов, Леонид Леонович
- Дяденко, Николай Сергеевич

## Е
- Евтух, Владимир Гаврилович
- Евтушенко, Евгений Александрович
- Евтушков, Михаил Григорьевич
- Егизекова, Айсауле Наурзбаевна
- Егоров, Олег Михайлович
- Егорова, Ия Андреевна
- Егоршин, Виктор Владимирович
- Ежелев, Анатолий Степанович
- Ёжиков-Бабаханов, Евгений Георгиевич
- Елагин, Валерий Фёдорович
- Елисеев, Алексей Станиславович
- Елисеев, Евгений Александрович
- Елистратов, Евгений Николаевич
- Ельцин, Борис Николаевич
- Ельченко, Юрий Никифорович
- Емельяненков, Александр Фёдорович
- Емельянов, Алексей Михайлович
- Емельянов, Пётр Емельянович
- Енокян, Гоарик Агабековна
- Еншаков, Энгельс Васильевич
- Ералиев, Жолдасбай
- Ералиев, Тохтар Ералиевич
- Ерелина, Валентина Кузуковна
- Еремей, Григорий Исидорович
- Ерёменко, Степан Фёдорович
- Ермаков, Валентин Филиппович
- Ермаков, Николай Васильевич
- Ермилов, Николай Кузьмич
- Ермолаев, Геннадий Михайлович
- Ерохин, Василий Александрович
- Ерохин, Владимир Лаврентьевич
- Ерховец, Ирина Яковлевна
- Есейкин, Николай Викторович
- Етылин, Владимир Михайлович
- Ефимов, Александр Николаевич
- Ефимов, Анатолий Степанович
- Ефимов, Владимир Гордеевич
- Ефимов, Николай Васильевич
- Ефремов, Александр Григорьевич
- Ефремов, Олег Николаевич

## Ж
- Жакселеков, Эрмек
- Жаныбеков, Шангерей Жаныбекович
- Жгерия, Ирма Акакиевна
- Ждакаев, Иван Андреевич
- Жданов, Александр Георгиевич
- Животов, Алексей Александрович
- Жигулин, Анатолий Сергеевич
- Жигунова, Людмила Тазретовна
- Житков, Олег Алексеевич
- Жонкувватова, Раъно Нормурадовна
- Жук, Александр Владимирович
- Жуков, Александр Александрович
- Жукова, Татьяна Петровна
- Жуковская, Людмила Леоновна
- Журабаева, Тожихон
- Журавлёв, Александр Григорьевич

## З
- Забродин, Иван Александрович
- Завизион, Ольга Васильевна
- Загайнов, Евгений Аркадьевич
- Задоя, Николай Кузьмич
- Задырко, Виктор Иванович
- Зайков, Лев Николаевич
- Зайналханов, Далгат Гаджиевич
- Закарян, Валя Завеновна
- Закис, Юрис Родерихович
- Залецкас, Кястутис Вацлавович
- Залиханов, Михаил Чоккаевич
- Заломай, Владимир Александрович
- Залыгин, Сергей Павлович
- Заманягра, Михаил Фёдорович
- Заноха, Александр Иванович
- Заринь, Индулис Августович
- Заславская, Татьяна Ивановна
- Заславский, Илья Иосифович
- Захаев, Лечи
- Захаренко, Александр Антонович
- Захаров, Андрей Андреевич
- Захаров, Виктор Викторович
- Захаров, Владимир Андреевич
- Захаров, Марк Анатольевич
- Захарова, Галина Ивановна
- Захарченко, Вера Фёдоровна
- Збыковский, Иван Игнатьевич
- Зверев, Владимир Викторович
- Звонов, Сергей Николаевич
- Згерская (Ярошинская), Алла Александровна
- Зеленовский, Анатолий Антонович
- Зелинский, Игорь Петрович
- Земскова, Александра Владимировна
- Зенько, Михаил Фёдорович
- Зиатдинов, Назип Зиатдинович
- Зоидзе, Нанули Тариеловна
- Зокиров, Мунавархон Закрияевич
- Золотарёва, Людмила Александровна
- Золотков, Андрей Алексеевич
- Золотухин, Владимир Петрович
- Зольников, Фёдор Фёдорович
- Зорина, Виолетта Семёновна
- Зубанов, Владимир Александрович
- Зубков, Владимир Николаевич
- Зубов, Илья Иванович
- Зубов, Юрий Иванович
- Зуйков, Владимир Парменович
- Зумакулова, Танзиля Мутсафаевна
- Зухбая, Отар Георгиевич
- Зыкова, Любовь Васильевна

## И
- Ибрагимбеков, Рустам Мамед Ибрагим оглы
- Ибрагимов, Гусейн Рустам оглы
- Ибрагимов, Мирза Аждар оглы
- Ибрагимов, Мирзаолим Ибрагимович
- Ибраева, Кульжария
- Ибраимова, Раиса Белековна
- Иваненко, Николай Ильич
- Иванов, Валентин Борисович
- Иванов, Виктор Васильевич
- Иванов, Виктор Васильевич
- Иванов, Виталий Павлович
- Иванов, Вячеслав Васильевич
- Иванов, Вячеслав Всеволодович
- Иванов, Климент Егорович
- Иванов, Николай Вениаминович
- Иванс, Дайнис Эвалдович
- Ивашко, Владимир Антонович
- Ивченко, Иван Михайлович
- Игитян, Генрих Суренович
- Игнатов, Степан Владимирович
- Игнатович, Николай Иванович
- Игнатьев, Иннокентий Гаврилович
- Игрунов, Николай Стефанович
- Игумнов, Олег Александрович
- Извеков, Сергей Михайлович (Пимен)
- Измоденов, Андрей Константинович
- Икаев, Георгий Джамбулатович
- Икрамов, Анвар Салихович
- Икрамова, Мухаббат
- Илаков, Александр Васильевич
- Иламанов, Дурдымухаммед
- Илизаров, Гавриил Абрамович
- Ильин, Алексей Николаевич
- Ильин, Виктор Михайлович
- Инкенс, Эдвинс Эдмундович
- Иночкин, Анатолий Михайлович
- Иовлев, Дмитрий Михайлович
- Иргашев, Акрам Курбанович
- Исаев, Гейдар Иса оглы
- Исаев, Юрий Алексеевич
- Исаева, Антонина Ивановна
- Исакадзе, Лиана Александровна
- Исаков, Бектур Садыкович
- Исаков, Исманали Исмаилович
- Исанов, Насирдин Исанович
- Искаков, Кубанычбек Дуйшенбекович
- Искакова, Баян Сеилхановна
- Искалиев, Нажамеден Ихсанович
- Искандаров, Ином Назарович
- Искандер, Фазиль Абдулович
- Исмаилов, Тофик Кязим оглы
- Исхаки, Юсуф Баширханович
- Ишанов, Хеким Оразович
- Ишин, Александр Яковлевич
- Йорга, Любовь Ивановна (Лари Леонида)
- Йоцас, Алоизас Повилович

## К
- Кабаков, Виктор Степанович
- Кабанов, Евгений Николаевич
- Кабасин, Геннадий Сергеевич
- Кавун, Василий Михайлович
- Каданников, Владимир Васильевич
- Кадыров, Гайрат Хамидуллаевич
- Казаков, Василий Иванович
- Казакова, Турсун Джумобоевна
- Казамаров, Александр Александрович
- Казанник, Алексей Иванович
- Казарезов, Владимир Васильевич
- Казарин, Алексей Александрович
- Казаченко, Пётр Петрович
- Казнин, Юрий Фёдорович
- Казьмин, Геннадий Петрович
- Каипбергенов, Тулепберген
- Каира, Николай Иванович
- Какаджиков, Чары
- Какарас, Гунарас-Имантас
- Каландаров, Абдухаким Очилович
- Каландаров, Багибек
- Калачёв, Леонид Михайлович
- Калачик, Владимир Михайлович
- Калашников, Владимир Ильич
- Калашников, Владимир Яковлевич
- Калашников, Сергей Фёдорович
- Калимуллина, Раиса Масобеховна
- Калин, Иван Петрович
- Калинин, Николай Васильевич
- Калиниченко, Александр Иванович
- Калинченко, Владимир Михайлович
- Калиш, Виталий Николаевич
- Каллас, Сийм Удович
- Калмыков, Алексей Николаевич
- Калмыков, Юрий Хамзатович
- Калныньш, Арныс Антонович
- Калугин, Олег Данилович
- Калягин, Сергей Борисович
- Каменщикова, Галина Николаевна
- Канаровская, Анна Матвеевна
- Канглиев, Андрей Яхьяевич
- Кандауров, Сергей Николаевич
- Канибалоцкий, Виктор Иванович
- Канин, Василий Иванович
- Каноатов, Муминшо
- Канович Яков Семёнович (Григорий Канович)
- Канчавели, Шорена Шалвовна
- Канчукоева, Римма Хамидовна
- Капица, Михаил Степанович
- Каплина, Людмила Александровна
- Капто, Александр Семёнович
- Капустин, Анатолий Владимирович
- Кара-Сал, Дамдын Базыйевич
- Караганов, Сергей Васильевич
- Караманов, Узакбай
- Карасёв, Валентин Иванович
- Караулов, Александр Олегович
- Карепин, Владимир Евгеньевич
- Кариева, Бернара Рахимовна
- Каримбердиева, Насиба Салимовна
- Каримов, Джамшед Хилолович
- Каримов, Ислам Абдуганиевич
- Каримов, Хуршед Хилолович
- Карлов, Николай Васильевич
- Кармановский, Виктор Евгеньевич
- Карпенко, Валентин Филиппович
- Карпенко, Мария Иосифовна
- Карпенко, Николай Иванович
- Карпенко, Светлана Юрьевна
- Карпов, Анатолий Евгеньевич
- Карпов, Владимир Васильевич
- Карпочёв, Владимир Андреевич
- Карташов, Лев Петрович
- Карягин, Владимир Яковлевич
- Карякин, Юрий Фёдорович
- Касимова, Дилбар Мирзаевна
- Касьян, Владимир Васильевич
- Касьян, Николай Андреевич
- Касьянов, Анатолий Васильевич
- Касьянов, Анатолий Фёдорович
- Катаев, Абдужабор
- Катилевский, Сергей Михайлович
- Католиков, Александр Александрович
- Каторгин, Борис Иванович
- Катринич, Василий Антонович
- Каулс, Альберт Эрнстович
- Кафарова, Эльмира Микаил кызы
- Кахиров, Курбанмагомед Зульфикарович
- Кахн, Юрий Харриевич
- Качаловский, Евгений Викторович
- Кашаускас, Стасис Феликсович
- Кашников, Николай Ильич
- Кашперко, Владимир Константинович
- Каюмова, Тожинор Исахановна
- Кварацхелиа, Гуча Шалвовна
- Кебич, Вячеслав Францевич
- Кезберс, Иварс Янович
- Кемова, Тамара Николаевна
- Кенесбаева, Казиза Кужановна
- Керимбеков, Тельдибек Абдиевич
- Керимов, Джангир Али Аббас оглы
- Кийск, Калье Карлович
- Кикнадзе, Шалва Давидович
- Ким Ен Ун
- Кимкетов, Псабида Давлетович
- Киракосян, Арменак Баласанович
- Киргизбаева, Тухтахон Базаровна
- Кириленко, Николай Александрович
- Кириллов, Владимир Иванович
- Кирияк, Нелля Павловна
- Киселёв, Александр Александрович
- Киселёв, Виктор Николаевич
- Киселёв, Геннадий Николаевич
- Киселёва, Валентина Адамовна
- Кисин, Виктор Иванович
- Кислицын, Вячеслав Александрович
- Кистанов, Алексей Тимофеевич
- Киямов, Нургазиз Вагизович
- Клауцен, Арнольд Петрович
- Клепиков, Александр Фёдорович
- Клепиков, Михаил Иванович
- Клепиков, Юрий Николаевич
- Клецков, Леонид Герасимович
- Клибик, Валентина Сергеевна
- Кликунене, Ванда Стяпоновна
- Климентова, Лидия Алексеевна
- Климов, Михаил Валерьевич
- Климова, Галина Николаевна
- Климук, Пётр Ильич
- Клищук, Пётр Мартынович
- Клоков, Всеволод Иванович
- Клочков, Иван Фролович
- Клумбис, Эгидиюс Ляонович
- Клушин, Олег Геннадьевич
- Клюкин, Виктор Валентинович
- Князев, Николай Трифонович
- Князев, Юрий Иванович
- Кобалия, Лариса Нодариевна
- Коберидзе, Вардишели Георгиевич
- Кобзон, Иосиф Давыдович
- Ковалёв, Владимир Григорьевич
- Ковалёв, Владимир Николаевич
- Ковалёв, Михаил Васильевич
- Ковалевский, Евгений Михайлович
- Коган, Евгений Владимирович
- Кодыров, Баракатуло Камарович
- Кожауов, Жанбырбай
- Кожахметов, Ибраимжан
- Кожедуб, Иван Никитович
- Козачко, Анатолий Васильевич
- Козик, Александр Михайлович
- Козин, Эдуард Геннадьевич
- Козлов, Алексей Александрович (депутат)
- Козлов, Вальтер Викторович
- Козырев, Николай Кузьмич
- Кокарев, Михаил Андреевич
- Колбешкин, Алексей Ефимович
- Колбин, Геннадий Васильевич
- Колесник, Анатолий Иванович
- Колесник, Николай Дмитриевич
- Колесников, Владимир Иванович
- Колесников, Сергей Иванович
- Колиниченко, Алексей Николаевич
- Колодезников, Александр Семёнович
- Коломиец, Юрий Афанасьевич
- Колотов, Василий Ильич
- Колпакова, Нюра Захаровна
- Кольцов, Юрий Арсеньевич
- Кольчукова, Нина Михайловна
- Комаров, Георгий Алексеевич
- Комаров, Юрий Трофимович
- Кондратенко, Николай Игнатович
- Кондратьев, Алексей Иванович
- Конев, Сергей Иванович
- Коновалов, Александр Иванович
- Коновалов, Владимир Петрович
- Кононенко, Леонид Алексеевич
- Коноплёв, Геннадий Павлович
- Концелидзе, Марина Ризаевна
- Коньков, Павел Иванович
- Копылова, Александра Васильевна
- Копысов, Николай Михайлович
- Корбутов, Иван Иванович
- Кордияк, Евгений Константинович
- Коренев, Александр Анатольевич
- Корнева, Светлана Ивановна
- Корнеенко, Виктор Николаевич
- Корниенко, Анатолий Иванович
- Коробкин, Владимир Владимирович
- Коробцев, Виктор Павлович
- Коровяцкий, Владимир Васильевич
- Коромыслов, Георгий Фёдорович
- Коростелёв, Александр Фёдорович
- Коротич, Виталий Алексеевич
- Короткин, Владимир ИВанович
- Коршунов, Александр Александрович
- Коршунов, Анатолий Иванович
- Корюгин, Николай Николаевич
- Косарчук, Валерий Петрович
- Костенецкая, Марина Григорьевна
- Костенко, Анатолий Иванович
- Костенко, Виктор Иванович
- Костенюк, Александр Григорьевич
- Костишин, Николай Анатольевич
- Косыгин, Владимир Владимирович
- Котик, Василий Дмитриевич
- Котловцев, Николай Никифорович
- Котляков, Владимир Михайлович
- Котов, Юрий Степанович
- Кочетов, Константин Алексеевич
- Кочмурадов, Гарягды Ягмурович
- Кошлаков, Георгий Вадимович
- Кравец, Владимир Алексеевич
- Кравцов, Николай Иванович
- Кравченко, Галина Ивановна
- Кравченко, Константин Фёдорович
- Кравченко, Леонид Петрович
- Кравченко, Налина Васильевна
- Крайко, Александр Николаевич
- Красильников, Юрий Георгиевич
- Краснова, Людмила Михайловна
- Краснокутский, Борис Иванович
- Крафт, Юрий Андреасович
- Крештак, Валерий Иванович
- Кривенко, Виктор Михайлович
- Кривов, Геннадий Иванович
- Криворотов, Владимир Иванович
- Криворучко, Екатерина Васильевна
- Крикунова, Ольга Ивановна
- Кришевич, Валерий Павлович
- Кротков, Иван Максимович
- Круглов, Альберт Тимофеевич
- Круминь, Виктор Михайлович
- Крутов, Александр Николаевич
- Кручина, Николай Ефимович
- Крыжановский, Дмитрий Павлович
- Крыжков, Борис Васильевич
- Крылова, Зоя Петровна
- Крышкин, Анатолий Макарович
- Крюченкова, Надежда Александровна
- Крючков, Виталий Иванович
- Крючков, Георгий Корнеевич
- Кубдашева, Куляш
- Кубилюс, Ионас Пятрович
- Кублашвили, Вахтанг Владимирович
- Кугультинов, Давид Никитич
- Кудараускас, Сигитас Йозо
- Кудрин, Леонид Сергеевич
- Кудрявцев, Александр Петрович
- Кудрявцев, Владимир Николаевич
- Кузнецов, Валерий Павлович
- Кузнецов, Лев Александрович
- Кузовлев, Анатолий Тихонович
- Кузубов, Владимир Фёдорович
- Кузьмин, Александр Николаевич
- Кузьмин, Пётр Игнатьевич
- Кузьмин, Фёдор Михайлович
- Кукайн, Рита Александровна
- Кукушкин, Николай Тимофеевич
- Кулагин, Владимир Константинович
- Кулакова, Рауза Гафуровна
- Кулдышев, Мамидали Сагимбекович
- Кулешов, Алексей Антонович
- Кулибаев, Аскар Алтынбекович
- Кулиев, Адиль Гусейн оглы
- Кулиев, Султан Оюсович
- Кулик, Геннадий Васильевич
- Куликов, Виктор Георгиевич
- Куликов, Евгений Андреевич
- Куликов, Фёдор Михайлович
- Куликов, Яков Павлович
- Кульматов, Ренат Сатарович
- Купин, Алексей Данилович
- Купляускене, Юрате Йоно
- Купцов, Валентин Александрович
- Курашвили, Зейнаб Гивиевна
- Курбанов, Сухроб Усманович
- Курбанов, Хайрулло
- Курбанова, Амангозель
- Курдюмов, Геннадий Леонидович
- Куриленко, Виктор Трифонович
- Курочка, Григорий Михайлович
- Курташин, Владимир Егорович
- Кустарёв, Николай Петрович
- Куташов, Николай Анатольевич
- Кутепов, Евгений Александрович
- Кутузов, Пётр Петрович
- Кухарь, Иван Иванович
- Куценко, Николай Антонович
- Кучарова, Мукаддас
- Кученко Александр Петрович
- Кучер, Валерий Николаевич
- Кучеренко, Виктор Григорьевич
- Кучерский, Николай Иванович
- Кучинскас, Ляонас-Антанас Антанович
- Кушнеренко, Михаил Михайлович
- Кущенко, Евдокия Петровна
- Кябин, Тийт Рейнхольдович
- Кязимова, Зурийя Гусейн кызы

## Л
- Лаак, Тыну Хугович
- Лабунов, Владимир Архипович
- Лавёров, Николай Павлович
- Лавренишина, Валентина Александровна
- Лаврентьев, Александр Петрович
- Лавринович, Михаил Фёдорович
- Лавров, Кирилл Юрьевич
- Лавров, Сергей Борисович
- Лазарев, Валентин Николаевич
- Лазаренко, Виктор Николаевич
- Лакман, Теодор Яковлевич
- Ландсбергис, Витаутас Витаутович
- Лапкин, Виктор Алексеевич
- Лаптев, Иван Дмитриевич
- Лапшов, Борис Михайлович
- Лапыгин, Владимир Лаврентьевич
- Ларионов, Владимир Петрович
- Ласута, Елена Петровна
- Лауринкус, Мечис Мечио
- Лауристин, Марью Йоханнесовна
- Лаурушас, Витаутас Антанович
- Лауцис, Улдис Вольфгангович
- Лащёнов, Семён Яковлевич
- Лащин, Пётр Константинович
- Лаюс, Альвидас-Юозас Пятрович
- Лебедев, Александр Тимофеевич
- Левакин, Вячеслав Алексеевич
- Левашев, Алексей Владимирович
- Левицкас, Витаутас Юозович
- Левыкин, Юрий Алексеевич
- Леженко, Григорий Филиппович
- Лежнев, Михаил Александрович
- Лексин, Николай Сергеевич
- Лемешева, Наталия Васильевна
- Леончев, Владимир Александрович
- Лескин, Демьян Тимофеевич
- Лесниченко, Валентин Егорович
- Лесюк, Ярослав Степанович
- Лигачев, Егор Кузьмич
- Лизичев, Алексей Дмитриевич
- Липпмаа, Эндель Теодорович
- Липский, Станислав Ильич
- Лисицкий, Виктор Иванович
- Лисичкин, Геннадий Степанович
- Лисничий, Дмитрий Васильевич
- Лисов, Николай Иванович
- Литвинов, Валерий Вячеславович
- Литвинов, Иван Александрович
- Литвинцев, Юрий Иванович
- Литвинцева, Галина Николаевна
- Лиханов, Альберт Анатольевич
- Лихачёв, Дмитрий Сергеевич
- Лицкевич, Мария Николаевна
- Лобов, Владимир Николаевич
- Лобов, Олег Иванович
- Логейко, Андрей Владимирович
- Логунов, Валентин Андреевич
- Локотунин, Валерий Иванович
- Лопатин, Владимир Николаевич
- Лочмелис, Адольф Адамович
- Лубенченко, Константин Дмитриевич
- Лукин, Владимир Петрович
- Луккоев, Юрий Прохорович
- Лукьяненко, Ольга Федотовна
- Лукьянов, Анатолий Иванович
- Лукьянов, Анатолий Сергеевич
- Лунёв, Виктор Андреевич
- Луньков, Дмитрий Алексеевич
- Луцанс, Янис Петрович
- Луцик, Иван Александрович
- Лученок, Игорь Михайлович
- Лучинский, Пётр Кириллович
- Лушев, Пётр Георгиевич
- Лушников, Владимир Петрович
- Лущиков, Сергей Геннадьевич
- Лызо, Иван Степанович

## М
- Магомадов, Леча Добачевич
- Магомедов, Гаджимурад Магомедович
- Магомедов, Сапиюла Алиевич
- Маде, Тийт
- Мадиярова, Калжан
- Мазуров, Кирилл Трофимович
- Майборода, Виктор Алексеевич
- Макашов, Альберт Михайлович
- Максимов, Валерий Николаевич
- Максимов, Юрий Павлович
- Маликова, Лилия Авхадиевна
- Малмыгин, Александр Александрович
- Малофеев, Анатолий Александрович
- Малькова, Евгения Кирилловна
- Мальковская, Вера Михайловна
- Мальцев, Евгений Демьянович
- Мальцев, Иннокентий Иванович
- Малюта, Олег Лаврентьевич
- Мамарасулов, Салиджан
- Мамбетов, Азербайджан Мадиевич
- Мамедов, Анвер Муса оглы
- Мамедов, Вели Гусейн оглы
- Мамедов, Муслим Раджаб оглы
- Мамедов, Рафик Джаббар оглы
- Мамедов, Сулейман Фархад оглы
- Мамедов, Фиридун Арых оглы
- Мамедов, Этибар Паша оглы
- Мамонов, Анатолий Григорьевич
- Манаенков, Юрий Алексеевич
- Манонов, Хасан
- Мансуров, Рафис Хамзеевич
- Манько, Николай Михайлович
- Манякин, Сергей Иосифович
- Маргарян, Санам Мушеговна
- Маргвелашвили, Пармен Иорамович
- Маресьев, Алексей Петрович
- Мариничев, Юрий Михайлович
- Маркарьянц, Владимир Суренович
- Маркевич, Анатолий Лаврентьевич
- Маркин, Николай Алексеевич
- Марков, Олег Иванович
- Мармилов, Анатолий Никитович
- Мартинайтис, Марцелиюс-Теодорас Изидорович
- Мартиросян, Вилен Арутюнович
- Мартынов, Фёдор Николаевич
- Марцинкявичюс, Юстинас
- Марченко, Георгий Александрович
- Марчук, Гурий Иванович
- Масалиев, Абсамат Масалиевич
- Масельский, Александр Степанович
- Маслакова, Анна Поликарповна
- Маслий, Мария Дмитриевна
- Маслин, Владимир Петрович
- Масол, Виталий Андреевич
- Масько, Галина Игнатьевна
- Матвеев, Евгений Иванович
- Матвеев, Юрий Геннадьевич
- Матвейчук, Сергей Иванович
- Матвиевский, Иван Стефанович
- Матвиенко, Валентина Ивановна
- Матеушук, Зинаида Кондратьевна
- Матийко, Лидия Тимофеевна
- Матковски, Думитру Леонтьевич
- Матюха, Вячеслав Николаевич
- Матюхин, Леонид Иванович
- Маханов, Турганбай
- Махарашвили, Беглар Дмитриевич
- Махкамов, Кахар
- Махмудов, Убайдилло Нурмахмадович
- Мачавариани, Мухран Иванович
- Машбаш, Исхак Шумафович
- Мгалоблишвили, Нодар Михайлович
- Мгеладзе, Гурам Давидович
- Медведев, Вадим Андреевич
- Медведев, Николай Николаевич
- Медведев, Рой Александрович
- Медведев, Святослав Александрович
- Медведев, Сергей Александрович
- Медеубеков, Кийлыбай Усенович
- Медиков, Виктор Яковлевич
- Межелайтис, Эдуардас Беньяминович
- Мезенцев, Александр Моисеевич
- Мелехин, Сергей Тихонович
- Мелиев, Абдурашид
- Меликов, Ариф Джахангир оглы
- Мельник, Константин Алексеевич
- Мельников, Владимир Иванович
- Мельников, Александр Иванович
- Мельников, Александр Ильич
- Мельников, Василий Павлович
- Мелэев, Кака
- Меманишвили, Омар Александрович
- Мендыбаев, Марат Самиевич
- Ментешашвили, Тенгиз Николаевич
- Меньшатов, Алексей Дмитриевич
- Меньшиков, Вадим Владимирович
- Мергенов, Еркин Тлекович
- Меркулов, Иван Андреевич
- Месяц, Валентин Карпович
- Метонидзе, Гурам Арчилович
- Мехеда, Михаил Ильич
- Мешалкин, Евгений Николаевич
- Мещеряков, Юрий Алексеевич
- Микивер, Микк Арнольдович
- Милитенко, Светлана Александровна
- Милкин, Анатолий Васильевич
- Милосердный, Анатолий Кириллович
- Милютин, Александр Степанович
- Минаев, Валентин Фёдорович
- Минасбекян, Михаил Сергеевич
- Минжуренко, Александр Васильевич
- Минин, Виктор Михайлович
- Миннуллин, Туфан Абдуллович
- Миралиева, Эльмира Мирзоевна
- Миргазямов, Марат Парисович
- Мирзабеков, Абдуразак Марданович
- Мирзоев, Рамазон Зарифович
- Мирзоян, Меланья Андраниковна
- Мирзоян, Эдвард Михайлович
- Миркадиров, Мирсали
- Миркасымов, Мирахат Мирхаджиевич
- Мироненко, Виктор Иванович
- Миронов, Николай Сергеевич
- Миронова, Дагмара Сергеевна
- Миронова, Светлана Леонидовна
- Мирошин, Борис Владимирович
- Мирошник, Виктор Михайлович
- Миррахимов, Мирсаид Мирхамидович
- Мирхаликов, Темурбай
- Мисриханов, Керимхан Замрудинович
- Мисуна, Иван Иванович
- Миталене, Она Антановна
- Митин, Борис Сергеевич
- Митин, Виктор Степанович
- Михайлов, Владлен Михайлович
- Михайлова, Лидия Ивановна
- Михедов, Фёдор Фёдорович
- Михеев, Михаил Алексеевич
- Мицкис, Альгис Матович
- Мишук, Станислав Михайлович
- Мкртумян, Грагат Тигранович
- Мкртчян, Мисак Левонович
- Мнацаканян, Бавакан Гагиковна
- Могилевец, Юрий Климентьевич
- Моисеев, Михаил Алексеевич
- Моисеев, Николай Андреевич
- Мокану, Александр Александрович
- Молдобаев, Алимбек Тологонович
- Молдобасанов, Калый Молдобасанович
- Молланиязов, Курбанмамед
- Молотков, Николай Васильевич
- Момотова, Тамара Васильевна
- Монго, Михаил Иннокентьевич
- Мороз, Дмитрий Васильевич
- Морозов, Иван Сергеевич
- Москаленко, Галина Семёновна
- Москалик, Мария Николаевна
- Мостовой, Павел Иванович
- Мотека, Казимирас Владиславович
- Моторный, Дмитрий Константинович
- Мошняга, Тимофей Васильевич
- Музафаров, Сабир Бакир оглы
- Мукишев, Владимир Жалелович
- Мунтян, Михаил Иванович
- Муравко, Михаил Михайлович
- Мурадян, Вардануш Арамовна
- Мурадян, Норик Григорьевич
- Мурашёв, Аркадий Николаевич
- Мурашов, Владимир Константинович
- Мусаева, Гюльханум Эйюб кызы
- Муталибов, Аяз Ниязи оглы
- Мухабатова, Сониябиби Хушвахтовна
- Мухамеджанов, Бектас Гафурович
- Мухаметзянов, Аклим Касимович
- Мухаметзянов, Мухарам Тимергалиевич
- Мухаммад-Юсуф, Мухаммад-Содик
- Мухаммеджумаева, Огулбике Арнамухаммедовна
- Мухидинов, Хайрулло Иргашевич
- Мухтаров, Ахмеджан Гулямович
- Мухтаров, Лятиф Исмаил оглы
- Мхитарян, Рафик Ервандович
- Мыльников, Андрей Андреевич
- Мыльников, Владимир Васильевич
- Мысниченко, Владислав Петрович
- Мякота, Алексей Сергеевич

## Н
- Набиева, Юлдуз
- Наврузов, Шерхонбек
- Нагиев, Рамазан Шамы оглы
- Наделюев, Владимир Иванович
- Назарбаев, Нурсултан Абишевич
- Назаренко, Арнольд Филиппович
- Назаров, Иван Александрович
- Назаров, Талбак
- Назарян, Спартион Егоевич
- Найденов, Николай Андреевич
- Намазова, Аделя Аваз кызы
- Напалков, Николай Павлович
- Нарматов, Бегалы Ызаевич
- Насенник, Виталий Николаевич
- Насонов, Александр Филиппович
- Наумов, Николай Петрович
- Наумов, Николай Фёдорович
- Наумов, Сергей Яковлевич
- Неволин, Сергей Иннокентьевич
- Негматуллаев, Сабит Хабибуллаевич
- Недужко, Михаил Иванович
- Неёлов, Юрий Васильевич
- Нейланд, Николай Васильевич
- Немкова, Любовь Георгиевна
- Немцев, Евгений Иванович
- Нестеренко, Евгений Евгеньевич
- Нестеренко, Сергей Михайлович
- Неумывакин, Александр Яковлевич
- Нефёдов, Олег Матвеевич
- Нефф, Эрика Матвеевна
- Нехаевский, Аркадий Петрович
- Нечаев, Константин Владимирович (митрополит Питирим)
- Нечётная, Надежда Петровна
- Нивалов, Николай Николаевич
- Никаноров, Игорь Алексеевич
- Никитин, Владилен Валентинович
- Никитин, Рудольф Иванович
- Никишин, Николай Петрович
- Николаев, Александр Александрович
- Николаев, Василий Васильевич
- Николаенко, Анатолий Фёдорович
- Николайчук, Вадим Фёдорович
- Никольский, Александр Александрович
- Никольский, Борис Васильевич
- Никольский, Борис Николаевич
- Никонов, Александр Александрович
- Никонов, Виктор Петрович
- Нимбуев, Цырен
- Ниннас, Тойво Адольфович
- Нишанов, Рафик Нишанович
- Ниязов, Джумамрат Ягмурович
- Ниязов, Сапармурад Атаевич
- Новиков, Владимир Михайлович
- Новиков, Григорий Фёдорович
- Новиков, Евгений Фёдорович
- Новиков, Игорь Георгиевич
- Новожилов, Генрих Васильевич
- Новотный, Станислав Иосифович
- Ноздря, Виктор Алексеевич
- Норихин, Владимир Александрович
- Нороян, Ашот Гайкович
- Носов, Вавил Петрович
- Носов, Константин Григорьевич
- Нугис, Юло Иоханнесович
- Нужный, Владимир Павлович
- Нурм, Хассо Эрикович
- Нырков, Анатолий Иванович
- Нюкша, Константин Иванович

## О
- Оболенский, Александр Митрофанович
- Оборин, Анатолий Васильевич
- Оборок, Константин Михайлович
- Образ, Василий Сидорович
- Образцов, Иван Филиппович
- Овезгельдыев, Оразгельды
- Овчинников, Александр Иванович
- Овчинников, Александр Николаевич
- Овчинников, Владимир Петрович
- Оганесян, Мясник Ваганович
- Оганесян, Рафик Геворкович
- Оганесян, Самвел Видокович
- Оганесян, Эдгар Сергеевич
- Огарок, Валентин Иванович
- Оджиев, Ризоали Кадамшоевич
- Озолас, Ромуальдас Альфредович
- Озолиньш, Леополд Алфредович
- Океев, Толомуш Океевич
- Олейник, Борис Ильич
- Олекас, Юозас Юозо
- Омеличев, Бронислав Александрович
- Омельяненко, Константин Сергеевич
- Опланчук, Владимир Яковлевич
- Ополинский, Владимир Александрович
- Орагвелидзе, Роман Титевич
- Оразбаев, Амангелди
- Оразбердиев, Абдырахман
- Оразлиев, Меретгельды
- Оразмурадова, Оразгуль Мухиевна
- Оразов, Курбан Мурадович
- Орехов, Анатолий Павлович
- Орипов, Абдулла
- Орлик, Мария Андреевна
- Орлов, Александр Кондратьевич
- Орлов, Владимир Михайлович[1]
- Орозова, Умтул Шейшеевна
- Орунбекова, Бегаим Маданбековна
- Осипов, Анатолий Константинович
- Осипов, Владимир Васильевич
- Осипов, Прокопий Дмитриевич
- Осипьян, Юрий Андреевич
- Острожинский, Валентин Евгеньевич
- Остроухов, Виктор Алексеевич
- Оськин, Анатолий Дмитриевич
- Отарашвили, Гурам Захарьевич
- Отсасон, Рейн Аугустович
- Очиров, Валерий Николаевич
- Очиров, Василий Манджиевич
- Оюн, Вадим Орамбалович

## П
- Павлевич, Иван Борисович
- Павленко, Виктор Павлович
- Павленко, Леонид Иванович
- Павлиашвили, Зоя Алексеевна
- Павлий, Александр Андреевич
- Павлов, Александр Сергеевич
- Павлов, Анатолий Васильевич
- Павлов, Владимир Александрович
- Павлычко, Дмитрий Васильевич
- Пайзиев, Дуйсенбай
- Пайщиков, Вячеслав Васильевич
- Палагнюк, Борис Тимофеевич
- Палджян, Вазген Абрамович (Вазген I)
- Паллаев, Гаибназар
- Палтышев, Николай Николаевич
- Паль, Оскар Максимович
- Пальм, Виктор Алексеевич
- Пальчин, Семён Яковлевич
- Памфилова, Элла Александровна
- Панасенко, Тарас Иванович
- Панов, Иван Митрофанович
- Панов, Николай Николаевич
- Пантелеев, Николай Васильевич
- Пантыкин, Виктор Павлович
- Панченко, Эмилия Андреевна
- Паплевченков, Иван Михайлович
- Парачев, Валентин Петрович
- Парубок, Емельян Никонович
- Парусников, Владимир Алексеевич
- Пасторов, Иван Иванович
- Патиашвили, Джумбер Ильич
- Патон, Борис Евгеньевич
- Патрахин, Александр Александрович
- Паулс, Раймонд Волдемарович
- Пацалюк, Михаил Прокофьевич
- Пацация, Отари Амбакович
- Пашазаде, Аллахшукюр Гуммет оглы
- Пашалы, Михаил Константинович
- Пашян, Степа Андраникович
- Пегарьков, Николай Григорьевич
- Пенягин, Александр Николаевич
- Перелыгина, Людмила Фёдоровна
- Першилин, Константин Георгиевич
- Першин, Андрей Леонидович
- Петерс, Янис Янович
- Петкевич, Зигмунт Станиславович
- Петкель, Владимир Викторович
- Петраков, Николай Яковлевич
- Петренко, Анатолий Филиппович
- Петров, Александр Петрович
- Петров, Андрей Павлович
- Петров, Никифор Николаевич
- Петрова, Людмила Николаевна
- Петрова, Раисия Аркадьевна
- Петропавловский, Валерий Сергеевич
- Петрук-Попик, Георгий Михайлович
- Петрукович, Алексей Степанович
- Петрушенко, Николай Семёнович
- Пивоваров, Николай Дмитриевич
- Пилипец, Иван Николаевич
- Пильников, Станислав Васильевич
- Пирназаров, Розыгельды
- Пиров, Махмарузи
- Пирцхалаишвили, Зураб Георгиевич
- Пирязева, Нина Михайловна
- Писанец, Виктор Алексеевич
- Писаренко, Виктор Андреевич
- Пискунович, Георгий Петрович
- Пичужкин, Михаил Сергеевич
- Пламадяла, Анна Андреевна
- Платон, Семён Иванович
- Платонов, Владимир Андреевич
- Платонов, Юрий Павлович
- Плетенецкий, Дмитрий Ефимович
- Плеханов, Александр Николаевич
- Плотниекс, Андрис Адамович
- Плотников, Андрей Леонидович
- Плютинский, Владимир Антонович
- Погорелов, Владимир Григорьевич
- Погосян, Генрих Андреевич
- Подберёзский, Григорий Николаевич
- Подзирук, Виктор Семёнович
- Подобаев, Сергей Александрович
- Подольский, Евгений Михайлович
- Подолянина, Елена Ивановна
- Пожарский, Борис Иванович
- Покровский, Борис Александрович
- Покровский, Валентин Иванович
- Поликарпов, Николай Александрович
- Поликарпов, Николай Платонович
- Полозков, Иван Кузьмич
- Полторанин, Михаил Никифорович
- Полуэктов, Александр Сергеевич
- Полуэктова, Тамара Александровна
- Поляничко, Виктор Петрович
- Полянская, Полина Алексеевна
- Поляченко, Михаил Наумович
- Пометун, Григорий Константинович
- Пономарёв, Алексей Филиппович
- Пономарёв, Владимир Матвеевич
- Пономаренко, Людмила Владимировна
- Попадюк, Степан Алексеевич
- Попов, Виктор Андреевич
- Попов, Гавриил Харитонович
- Попов, Николай Иванович
- Попов, Филипп Васильевич
- Попов, Юрий Васильевич
- Попова, Надежда Васильевна
- Портнов, Геннадий Александрович
- Посибеев, Григорий Андреевич
- Постников, Виктор Иванович
- Постников, Станислав Иванович
- Посторонко, Иван Григорьевич
- Потапов, Александр Серафимович
- Потапов, Владимир Иванович
- Похитайло, Евгений Дмитриевич
- Похла, Велло Паулович
- Походня, Григорий Семёнович
- Пошкус, Болюс Игнович
- Прибылова, Надежда Николаевна
- Приймаченко, Николай Иванович
- Примаков, Евгений Максимович
- Приходько, Екатерина Степановна
- Приходько, Зинаида Семёновна
- Прищепа, Пётр Куприянович
- Прокопчук, Борис Васильевич
- Прокопьев, Юрий Николаевич
- Прокушев, Владимир Иванович
- Пронин, Геннадий Викторович
- Прудников, Игорь Васильевич
- Прунскене, Казимира Дануте Прано
- Прусак, Михаил Михайлович
- Пуго, Борис Карлович
- Пупкевич, Тадеуш Карлович
- Пухова, Зоя Павловна
- Пфейфер, Александр Генрихович
- Пчёлка, Николай Фёдорович
- Пшеничников, Вячеслав Константинович
- Пылин, Борис Филиппович
- Пындык, Галина Владимировна
- Пьянков, Борис Евгеньевич
- Пьянков, Павел Павлович

## Р
- Раджабалиев, Таджимурот
- Раджабов, Рахмон Раджабович
- Разбивная, Галина Анатольевна
- Разуваева, Галина Петровна
- Разумовский, Василий Григорьевич
- Разумовский, Георгий Петрович
- Райг, Ивар Хельмутович
- Раманускас, Витаутас Анупрович
- Распутин, Валентин Григорьевич
- Растрогина, Нина Алексеевна
- Ратниек, Эдмунд Янович
- Рауд, Ирина Пауловна
- Рахимов, Азим
- Рахимов, Муртаза Губайдуллович
- Рахимова, Биходжал Фатхитдиновна
- Рахимова, Дамиля Сагындыковна
- Рахимова, Санобар Халимовна
- Рахмадиев, Еркегали
- Рахманкулова, Тупа
- Рахманов, Базор
- Рахманова, Марина Николаевна
- Рахматуллин, Махмут Зубаирович
- Ребане, Карл Карлович
- Ревенко, Григорий Иванович
- Ревнивцев, Владимир Иванович
- Резник, Александр Иванович
- Рейш, Бруно Эрихович
- Рекус, Виктор Максимович
- Решетников, Анатолий Васильевич
- Решетникова, Анна Сафроновна
- Решетова, Наталия Юрьевна
- Рзаев, Анар Расул оглы
- Рзаев, Фирудин Орудж оглы
- Ридигер, Алексей Михайлович (митрополит Алексий)
- Рогатин, Борис Николаевич
- Рогожина, Вера Александровна
- Родионов, Игорь Николаевич
- Розанов, Евгений Григорьевич
- Ромазан, Иван Харитонович
- Ромазанов, Кабдулла Закирьянович
- Романенко, Виктор Дмитриевич
- Романов, Валентин Фёдорович
- Романов, Василий Иванович
- Романов, Григорий Николаевич
- Романов, Юрий Васильевич
- Ротарь, Светлана Анатольевна
- Рубикс, Алфредс Петрович
- Ругин, Роман Прокопьевич
- Ружицкий, Александр Антонович
- Русанов, Анатолий Иванович
- Русских, Владимир Георгиевич
- Руссу, Георгий Сергеевич
- Руссу, Ион Николаевич
- Рустамова, Зухра Каримовна
- Ручкин, Алексей Степанович
- Рыбаков, Владимир Иванович
- Рыбянченко, Лидия Ивановна
- Рыжиков, Михаил Борисович
- Рыжков, Николай Иванович
- Рыжов, Алексей Андреевич
- Рыжов, Юрий Алексеевич
- Рынка, Анатолий Андреевич
- Рычин, Евгений Сергеевич
- Рюйтель, Арнольд Фёдорович
- Рюмин, Валерий Викторович
- Рябков, Виталий Макарович
- Рябцов, Борис Иванович
- Рябченко, Сергей Михайлович
- Рязанова, Галина Ивановна

## С
- Саар, Вяйно Александрович
- Сабиров, Абдурахман Ганиевич
- Сабирова, Назира
- Савинова, Евгения Исидоровна
- Савиных, Виктор Петрович
- Сависаар, Эдгар Эльмарович
- Савицкая, Светлана Евгеньевна
- Савицкий, Михаил Андреевич
- Савков, Владимир Александрович
- Савостина, Зинаида Семёновна
- Савостюк, Олег Михайлович
- Савченко, Наталья Владимировна
- Сагаандай, Галина Сандаковна
- Сагалаев, Эдуард Михайлович
- Сагдеев, Роальд Зиннурович
- Сагдиев, Махтай Рамазанович
- Садыгова, Назакет Шамиль кызы
- Сазонов, Николай Семёнович
- Сазонова, Зоя Владимировна
- Саидов, Кахраман Мухамадиевич
- Сайдалиев, Саидкул
- Сайдахмедов, Исакжан Мамаджанович
- Сайфитдинова, Мастурахон
- Саканделидзе, Иамзе Биналовна
- Салаев, Эльдар Юнис оглы
- Салахян, Герман Саркисович
- Салимов, Алибала Ханахмед оглы
- Салихов, Муродали
- Салтыков, Николай Павлович
- Салуквадзе, Реваз Георгиевич
- Салыков, Какимбек Салыкович
- Самаев, Пётр Лиджиевич
- Самарин, Владимир Иванович
- Самедова, Гонча Сабир кызы
- Самилык, Николай Игнатьевич
- Самойлов, Александр Иванович
- Самойлов, Иван Данилович
- Самоличенко, Иван Иванович
- Самоплавский, Валерий Иванович
- Самсонов, Александр Сергеевич
- Самсонов, Николай Алексеевич
- Самсонов, Юрий Григорьевич
- Сандуляк, Леонтий Иванович
- Сандурский, Богуслав Флорионович
- Санчат, Александр Санданович
- Сапаров, Хыдыр
- Сапегин, Алексей Андреевич
- Сапрыкин, Алексей Викторович
- Сараев, Сергей Борисович
- Саракаев, Арчил Тотразович
- Саркисян, Сос Арташесович
- Сарсенов, Малик Абилбекович
- Сарсенов, Умирзак
- Сарычев, Анатолий Иванович
- Сатин, Борис Фёдорович
- Сатыбалдиев, Райымкул Алтыбаевич
- Саунин, Анатолий Николаевич
- Сафаров, Бозорали Солихович
- Сафаров, Ильхом
- Сафаров, Юсуп Одинаевич
- Сафарова, Рамия Низамеддин кызы
- Сафиева, Гулрухсор
- Сафин, Минихалаф Мустафаивич
- Сафиуллин, Марс Гиниятович
- Сафиуллин, Рафгат Файзуллович
- Сафонов, Анатолий Кириллович
- Сахаров, Андрей Дмитриевич
- Сбитнев, Анатолий Митрофанович
- Сватковский, Владимир Васильевич
- Свид, Георгий Семёнович
- Себенцов, Андрей Евгеньевич
- Севрюков, Владимир Васильевич
- Секачева, Раиса Ивановна
- Селезнёв, Александр Иванович
- Селезнёв, Игорь Сергеевич
- Селезнёв, Станислав Витальевич
- Селимов, Нурназар
- Семенихин, Александр Васильевич
- Семенко, Валентина Ивановна
- Семёнов, Виталий Александрович
- Семёнов, Владимир Магомедович
- Семёнов, Владимир Михайлович
- Семёнова, Галина Владимировна
- Семёнова, Галина Илларионовна
- Семёнова, Нина Михайловна
- Семуха, Владимир Иосифович
- Сергиенко, Валерий Иванович
- Сердюковская, Галина Николаевна
- Серёдкин, Владимир Степанович
- Сеткин, Юрий Борисович
- Сефершаев, Фикрет
- Сидор, Иван Николаевич
- Сидорейко, Василий Ларионович
- Сидоренко, Виктор Дмитриевич
- Сидоров, Алексей Анатольевич
- Сидоров, Василий Павлович
- Сидорчук, Татьяна Васильевна
- Силантьев, Александр Петрович
- Символоков, Вячеслав Владимирович
- Симонов, Михаил Петрович
- Симонов, Сергей Борисович
- Симонян, Валерик Ваганович
- Симонян, Карен Арамович
- Синельников, Виктор Макарович
- Сирадзе, Виктория Моисеевна
- Сирман, Василий Владимирович
- Ситников, Александр Прокофьевич
- Скакун, Галина Фёдоровна
- Скарулис, Регимантас Ионович
- Скворцов, Владимир Витальевич
- Скиба, Иван Иванович
- Скоков, Виктор Васильевич
- Скоков, Юрий Владимирович
- Скробук, Иван Иванович
- Скудра, Виктор Янович
- Скулме, Джемма Отовна
- Слепцов, Сергей Ефимович
- Слюньков, Николай Никитович
- Смаилова, Какен
- Смайлис, Альфредас Юозович
- Смирнов, Владимир Сергеевич (депутат)
- Смирнов, Дмитрий Генрихович
- Смолина, Зоя Павловна
- Смородин, Иван Михайлович
- Смык, Николай Михайлович
- Снегур, Мирча Иванович
- Соболев, Валериан Маркович
- Соболев, Виталий Павлович
- Соболев, Владимир Васильевич
- Собчак, Анатолий Александрович
- Созинов, Алексей Алексеевич
- Соколов, Александр Александрович (государственный деятель)
- Соколов, Александр Александрович (журналист)
- Соколов, Виктор Иванович (депутат)
- Соколов, Ефрем Евсеевич
- Соколов, Юрий Иванович
- Соколова, Юлия Юрьевна
- Солнцев, Роман Харисович
- Соловьёв, Юрий Борисович
- Солодилов, Юрий Иванович
- Солтанов, Берекет
- Сопыев, Муратберды
- Сорокин, Алексей Андреевич
- Сорокин, Алексей Иванович
- Сорокин, Игорь Викторович
- Сорокин, Михаил Иванович
- Сорочик, Юрий Юрьевич
- Сосковец, Олег Николаевич
- Сотников, Николай Иванович
- Спандерашвили, Тамаз Михайлович
- Спасский, Игорь Дмитриевич
- Спиридонов, Михаил Васильевич
- Спиридонов, Юрий Алексеевич
- Стадник, Владимир Яковлевич
- Стаквилявичюс, Миндаугас Йозо
- Станкевич, Сергей Борисович
- Станкович, Евгений Фёдорович
- Старовойтов, Василий Константинович
- Старовойтова, Галина Васильевна
- Стародубцев, Василий Александрович
- Стародубцев, Дмитрий Александрович (депутат)
- Старостина, Татьяна Андреевна
- Статулявичус, Витаутас Антанович
- Стежко, Станислав Андреевич
- Стельмашонок, Владимир Иванович
- Степаненко, Александр Васильевич
- Степанов, Владимир Николаевич
- Степанова, Галина Самбуевна
- Степанова, Галина Сергеевна
- Степнадзе, Тельман Сергеевич
- Стефаненко, Иван Денисович
- Стипаков, Евгений Григорьевич
- Столбунов, Валериян Константинович
- Стоумова, Галина Ивановна
- Страутинь, Ивар Фрицевич
- Стрелавин, Сергей Васильевич
- Стрелков, Александр Иосифович
- Строев, Егор Семёнович
- Струков, Николай Алексеевич
- Студеникин, Митрофан Яковлевич
- Ступин, Юрий Васильевич
- Ступина, Екатерина Давыдовна
- Субби, Олев Иоханнесович
- Субботина, Ольга Григорьевна
- Сулакшин, Степан Степанович
- Сулейменов, Олжас Омарович
- Султангазин, Умирзак Махмутович
- Сумароков, Илья Алексеевич
- Сунцов, Сергей Дмитриевич
- Супрунов, Леонид Яковлевич
- Сурков, Михаил Семёнович
- Сурманидзе, Циала Отаровна
- Сухарев, Александр Яковлевич
- Сухинин, Владимир Юрьевич
- Сухов, Леонид Иванович
- Сухоруков, Дмитрий Семёнович
- Сушко, Борис Иванович
- Сыдыков, Усен Сыдыкович
- Сыргий, Афанасий Алексеевич
- Сысоев, Валерий Сергеевич
- Сысоев, Виктор Андреевич
- Сычёв, Николай Яковлевич
- Сычёв, Юрий Петрович

## Т
- Таабалдиев, Эсенкадыр
- Табеев, Фикрят Ахмеджанович
- Табукашвили, Реваз Шалвович
- Тавхелидзе, Альберт Никифорович
- Тагандурдыев, Байрамгельды
- Тажимуратова, Аисулыу
- Таланчук, Пётр Михайлович
- Талашин, Игорь Степанович
- Тамберг, Эйно Мартинович
- Тапанян, Србуи Мкртичевна
- Таразевич, Георгий Станиславович
- Таранов, Иван Тихонович
- Тарасов, Алексей Павлович
- Тарасов, Игорь Степанович
- Тарнавский, Георгий Степанович
- Татарчук, Валентин Иванович
- Татарчук, Николай Фёдорович
- Ташев, Сабурбай Мавлянович
- Тедеев, Лев Ражденович
- Телегин, Виктор Леонидович
- Телезин, Анна Фёдоровна
- Темирбаев, Валерий Батаевич
- Темногрудова, Зинаида Сергеевна
- Тен, Радий Лаврентьевич
- Терехова, Эльвира Ивановна
- Терешкова, Валентина Владимировна
- Тернюк, Николай Эммануилович
- Тертышный, Евгений Алексеевич
- Тетенов, Валентин Афанасьевич
- Тилеубаева, Кульзада Тлеубаевна
- Тимашова, Надежда Ивановна
- Тимченко, Владимир Михайлович
- Тимченко, Михаил Андреевич
- Тихоненков, Эрнст Петрович
- Тихонов, Владимир Александрович
- Тихонов, Георгий Иванович
- Тихонович, Иван Станиславович
- Ткаленко, Николай Иванович
- Ткачева, Зоя Николаевна
- Ткаченко, Станислав Николаевич
- Ткачук, Василий Михайлович
- Ткемаладзе, Григорий Абелович
- Тлостанов, Владимир Калиметович
- Тозик, Леонид Афанасьевич
- Толпежников, Вилен Фёдорович
- Толстоухов, Игорь Аркадьевич
- Томкус, Витас Пятрович
- Тооме, Индрек Хербертович
- Травкин, Николай Ильич
- Третьяк, Иван Моисеевич
- Трефилов, Виктор Иванович
- Троицкий, Андрей Яковлевич
- Трофимов, Алексей Васильевич
- Трофимов, Валерий Иванович
- Трофимов, Юрий Николаевич
- Трохимец, Михаил Анатольевич
- Трубилин, Николай Тимофеевич
- Трубин, Андрей Дмитриевич
- Трудолюбов, Александр Иванович
- Туболец, Ирина Ивановна
- Тузов, Владимир Николаевич
- Туметова, Майша Молдакараевна
- Туполев, Алексей Андреевич
- Турабов, Гасан Саттар оглы
- Тураева, Мукар
- Турганбаев, Данебай Таженович
- Туренко, Вячеслав Степанович
- Турысов, Каратай
- Тутеволь, Игорь Николаевич
- Тутов, Николай Дмитриевич
- Тухтабаев, Абдумуталиб Турсинович
- Тхор, Алексей Иванович
- Тыминский, Григорий Александрович
- Тынспоег, Густав Аугустович
- Тыугу, Энн Харальдович
- Тюлебеков, Касым Хажибаевич
- Тюляндин, Алексей Дмитриевич
- Тюпа, Сергей Викторович
- Тюрина, Тамара Васильевна
- Тютрюмов, Александр Михайлович

## У
- Убайдуллаева, Рано Ахатовна
- Уваров, Александр Иванович
- Угаров, Борис Сергеевич
- Удалов, Александр Владимирович
- Уласевич, Елена Генриховна
- Ульянов, Михаил Александрович
- Умалатова, Сажи Зайндиновна
- Умарходжаев, Мухтар Ишанходжаевич
- Умеренков, Алексей Михайлович
- Уока, Казимерас Косто
- Урвант, Вадим Николаевич
- Усенбеков, Калийнур Усенбекович
- Усилина, Нина Андреевна
- Усиченко, Иван Игнатьевич
- Усманов, Гумер Исмагилович
- Усманов, Рустамжон Казакевич
- Усян, Самвел Вазгенович
- Уткин, Владимир Фёдорович
- Ушаков, Валерий Сидорович

## Ф
- Фазлетдинов, Мукмин Галяитдинович
- Фалин, Валентин Михайлович
- Фалин, Михаил Иванович
- Фальк, Пётр Петрович
- Фаргиев, Хамзат Ахмедович
- Фатуллаев, Мирбако
- Федирко, Павел Стефанович
- Федорив, Роман Николаевич
- Фёдоров, Александр Павлович
- Фёдоров, Николай Васильевич
- Фёдоров, Святослав Николаевич
- Федотова, Валентина Ивановна
- Федяшин, Виктор Иванович
- Феськов, Николай Степанович
- Филиппов, Виктор Павлович
- Филиппова, Валентина Гавриловна
- Филонов, Георгий Николаевич
- Фильшин, Геннадий Иннокентьевич
- Финогенов, Владимир Вячеславович
- Фирсов, Анатолий Васильевич
- Фисинин, Владимир Иванович
- Фокин, Витольд Павлович
- Фоменко, Владимир Леонидович
- Фоменко, Галина Ивановна
- Фомин, Владимир Иванович
- Фоминых, Виктор Николаевич
- Фотеев, Владимир Константинович
- Фролов, Иван Тимофеевич
- Фролов, Константин Васильевич
- Фуженко, Иван Васильевич
- Фьюк, Игнар Владиславович

## Х
- Хабибуллин, Равмер Хасанович
- Хаджиев, Саламбек Наибович
- Хадипаш, Юсуф Рамазанович
- Хадыркэ, Ион Димитриевич
- Хакназаров, Салмонжон
- Халилов, Салих Халилович
- Халилова, Солмаз Муса кызы
- Халимов, Иззатулло
- Халлик, Клара Семёновна
- Ханджян, Григор Сепухович
- Ханзадян, Серо Николаевич
- Харитонов, Виктор Фёдорович
- Хариф, Семён Львович
- Харченко, Григорий Петрович
- Харченко, Константин Александрович
- Харчук, Борис Игнатьевич
- Хауг, Арво Вольдемарович
- Хачатрян, Вилеша Хачатурович
- Хачиров, Исмаил Азретович
- Хашимов, Абдуллоджон
- Хаёев, Изатулло Изатуллоевич
- Хворов, Алексей Иванович
- Хитрон, Павел Абрамович
- Хитрун, Леонид Иванович
- Хлебцов, Константин Александрович
- Хлопонина, Ирина Валентиновна
- Хмель, Валентина Петровна
- Хмура, Валерий Васильевич
- Ходжаков, Овлякули
- Ходжамурадов, Аннамурад
- Ходырев, Геннадий Максимович
- Холамханова, Назифа Хакимовна
- Холбоева, Зухро Акрамовна
- Хоменюк, Алексей Павлович
- Хомяков, Александр Александрович
- Хомяков, Александр Иванович
- Хорольская, Нина Ивановна
- Хохлов, Александр Фёдорович
- Хренников, Тихон Николаевич
- Хрипунов, Николай Фёдорович
- Хубаев, Василий Александрович
- Хубиев, Хаджибек Нанакович
- Хугаева, Диана Варламовна
- Худаеров, Парда
- Худайбергенова, Римаджан Матназаровна
- Худоназаров, Давлатназар
- Худякова Ретория Михайловна
- Хужамуратова, Санобар Исмаиловна
- Хурция, Марина Вахтанговна
- Хусанбаев, Муталлим Абдумуминович
- Хусанов, Абдужаббар Улмасович

## Ц
- Цавро, Юрий Станиславович
- Цалко, Александр Валерьянович
- Царевский, Александр Леонидович
- Царенко, Александр Михайлович
- Церетели, Зураб Константинович
- Цигельников, Александр Сергеевич
- Цинцадзе, Сулхан Фёдорович
- Цирулис, Андрей Янович
- Цо, Василий Иванович
- Цой, Константин Николаевич
- Цыбух, Валерий Иванович
- Цыганов, Виктор Иванович
- Цыкало, Ростислав Иванович
- Цыпляев, Сергей Алексеевич
- Цыренов, Жаргал Цыденжапович
- Цыу, Николай Антонович
- Цюрупа, Виктор Александрович

## Ч
- Чабанов, Алим Иванович
- Чаенков, Владимир Афанасьевич
- Чайка, Калистрат Фёдорович
- Чаусова, Елена Владимировна
- Чебану, Давид Парфенович
- Чеботарь, Валерий Павлович
- Чебриков, Виктор Михайлович
- Чеков, Николай Васильевич
- Чекуолис, Альгимантас Юргис Юргио
- Челышев, Виталий Алексеевич
- Чемоданов, Юрий Мартынович
- Ченцов, Николай Иванович
- Чепанис, Альфред Казимирович
- Чепелев, Николай Михайлович
- Чепурная, Маргарита Александровна
- Червонопиский, Сергей Васильевич
- Чередниченко, Фёдор Григорьевич
- Черепович, Владимир Анатольевич
- Черкасова, Антонина Фёдоровна
- Черкезия, Отар Евтихиевич
- Чернавин, Владимир Николаевич
- Черненко, Владимир Тимофеевич
- Черниченко, Юрий Дмитриевич
- Черных, Александр Григорьевич
- Черных, Галина Александровна
- Чернышёв, Олег Викторович
- Чернышова, Любовь Петровна
- Черняев, Анатолий Сергеевич
- Черняев, Николай Фёдорович
- Черняк, Владимир Кириллович
- Четберова, Марзият Гасан кызы
- Чехоев, Анатолий Георгиевич
- Чигвария, Джемал Константинович
- Чигогидзе, Гурам Егорович
- Чижов, Анатолий Алексеевич
- Чиладзе, Отар Иванович
- Чилая, Елена Георгиевна
- Чилебаев, Токтогул Бекболотович
- Чимпой, Михаил Ильич
- Чития, Анзор Антонович
- Чичик, Юрий Михайлович
- Чобану (Чебан), Иван Константинович
- Чолокян, Карзуи Саркисовна
- Чурсина, Павлина Михайловна
- Чухраёв, Александр Михайлович
- Чхеидзе, Зураб Амвросиевич
- Чхеидзе, Темур Нодарович
- Чяпас, Витаутас Йонович

## Ш
- Шабалин, Геннадий Георгиевич
- Шабанов, Виталий Михайлович
- Шабанов, Тальгат Хатипьянович
- Шагиев, Хайдар Хзырович
- Шайдулин, Мидхат Идиятович
- Шаймиев, Минтимер Шарипович
- Шаклычева, Джумагозель
- Шалаев, Степан Алексеевич
- Шалыев, Атабаллы Бапбаевич
- Шаманадзе, Шадиман Нодариевич
- Шамба, Тарас Миронович
- Шамиладзе, Вахтанг Мамиевич
- Шамин, Николай Васильевич
- Шамихин, Альберт Михайлович
- Шамшев, Игорь Борисович
- Шамырбеков, Куттубек Иманкожоевич
- Шаповаленко, Владислав Александрович
- Шапулин, Николай Петрович
- Шапхаев, Сергей Герасимович
- Шараев, Леонид Гаврилович
- Шарин, Леонид Васильевич
- Шарипов, Юрий Камалович
- Шарипова, Фазолат
- Шаронов, Андрей Владимирович
- Шарый, Григорий Иванович
- Шаторный, Станислав Иванович
- Шатровенко, Юрий Николаевич
- Шаханов, Мухтар
- Шахназаров, Георгий Хосроевич
- Шахнович, Алексей Алексеевич
- Шашков, Николай Владимирович
- Швец, Александр Михайлович
- Шевлюга, Владимир Яковлевич
- Шевченко, Александра Фёдоровна
- Шевченко, Валентина Семёновна
- Шевченко, Владимир Антонович
- Шевченко, Владимир Иванович
- Шейко, Анатолий Васильевич
- Шейн, Елизавета Васильевна
- Шелистов, Николай Михайлович
- Шелухин, Юрий Сергеевич
- Шенгелая, Эльдар Николаевич
- Шенин, Олег Семёнович
- Шерали, Лоик
- Шералиев, Абдуразак
- Шергозиев, Маматгази
- Шетько, Павел Вадимович
- Шеховцов, Виктор Афанасьевич
- Шибик, Николай Александрович
- Шинелев, Владимир Викторович
- Шинкарук, Владимир Илларионович
- Шинкевич, Иван Артёмович
- Шинкуба, Баграт Васильевич
- Шипитько, Геннадий Иванович
- Широкопояс, Анатолий Данилович
- Ширшин, Григорий Чоодуевич
- Шишов, Алексей Алексеевич
- Шишов, Виктор Александрович
- Шишов, Евгений Илларионович
- Шканакин, Владимир Геннадьевич
- Школьник, Леонид Борисович
- Шлифер, Леонид Иосифович
- Шличите, Зита Леоновна
- Шлякота, Волдемар Викторович
- Шмаль, Юрий Яковлевич
- Шмелёв, Николай Петрович
- Шмонина, Татьяна Николаевна
- Шмотьев, Валерий Иванович
- Шнюкас, Домийонас Юргевич
- Шопанаев, Кайырлы Аменович
- Шорохов, Виктор Николаевич
- Шоюбов, Захид Гамил оглы
- Штепо, Виктор Иванович
- Штойк, Гарри Гвидович
- Шубин, Вениамин Ильич
- Шубин, Владимир Александрович
- Шувалов, Сергей Гаврилович
- Шукшин, Анатолий Степанович
- Шульгин, Иван Иванович
- Шульдешова, Валентина Алексеевна
- Шуляк, Василий Корнеевич
- Шундеев, Иван Никандрович
- Шуст, Анна Андреевна
- Шустко, Лев Сергеевич
- Шушкевич, Станислав Станиславович

## Щ
- Щапов, Юрий Степанович
- Щедрин, Родион Константинович
- Щекочихин, Юрий Петрович
- Щелканов, Александр Александрович
- Щелконогов, Анатолий Афанасьевич
- Щепановский, Адам Михайлович
- Щербак, Юрий Николаевич
- Щербаков, Владимир Павлович
- Щербина, Мария Емельяновна
- Щербицкий, Владимир Васильевич

## Э
- Эгнаташвили, Кетеван Гивиевна
- Эзизов, Атабай
- Эйзан, Андрей Вилисович
- Эмиридзе, Гурам Хусейнович
- Энгвер, Николай Николаевич
- Эргашев, Бахромжон Махмудович
- Эргешов, Абдиманап Эргешович
- Эсамбаев, Махмуд Алисултанович
- Эсиргапов, Абдугаппар Джуробекович
- Эшпай, Андрей Яковлевич

## Ю
- Юдин, Владимир Дмитриевич
- Юдов, Александр Евгеньевич
- Юзелюнас, Юлюс Александро
- Юлдашев, Шавкат Мухитдинович
- Юлин, Борис Егорович
- Юняев, Пётр Алексеевич
- Юсупов, Адамали Кошокович
- Юсупов, Магомед Юсупович
- Юсупов, Эркин Юсупович

## Я
- Яблоков, Алексей Владимирович
- Яблонко, Николай Васильевич
- Яворивский, Владимир Александрович
- Ягмыров, Говшут
- Ягнышев, Владимир Михайлович
- Ядгаров, Дамир Салихович
- Яздурдиева, Розбиби
- Якименко, Анатолий Николаевич
- Яковлев, Александр Максимович
- Яковлев, Александр Николаевич
- Яковлев, Альберт Михайлович
- Яковлев, Егор Владимирович
- Яковлев, Макар Макарович
- Якубов, Адыл
- Якубов, Валерий Азизович
- Якубов, Юсупджан Раимджанович
- Якутис, Владислав Станиславович
- Якушин, Иван Никитович
- Якушкин, Виктор Владимирович
- Ялакас, Пеэтер Михкелевич
- Янаев, Геннадий Иванович
- Янекс, Юрий Александрович
- Яненко, Аркадий Петрович
- Яншин, Александр Леонидович
- Ярин, Вениамин Александрович
- Яровая, Ольга Павловна
- Яровой, Владимир Иванович
- Ярошенко, Виктор Николаевич
- Ястребов, Алексей Захарович
- Ястребцов, Сергей Вячеславович
- Яшин, Сергей Александрович

## Верховный совет СССР
31 мая 1989 года избран Верховный совет из 542 членов: 271 в Совете Союза (218 от ТО , 53 от ОО) , 271 в Совете национальностей (179 от НТО , 92 от ОО) .